# Erik Solér
Erik Francisco Solér (Lillestrøm, 6 agosto 1960) è un ex calciatore, procuratore sportivo e dirigente sportivo norvegese, di ruolo centrocampista.

## Carriera

### Giocatore

#### Club
Solér iniziò la sua carriera con la maglia del Lillestrøm, giocando inizialmente sulla linea dei centrocampisti e successivamente su quella di difesa, sempre sulla fascia destra. Lasciò la squadra per giocare con l'Eik Tønsberg, finché non si trasferì all'Amburgo. Dopo un anno e mezzo in Germania, tornò in patria per militare nel Brann. Si aggiudicò la Coppa di Danimarca 1987-1988, vestendo la maglia dello Aarhus, siglando la rete decisiva in finale. La breve esperienza danese fu seguita dal ritorno al Lillestrøm, con cui vinse la 1. divisjon 1989, prima di ritirarsi l'anno seguente.

#### Nazionale
Solér giocò 39 partite per la Norvegia, con 4 reti all'attivo. Esordì il 22 settembre 1982, giocando titolare nella sconfitta per uno a zero contro il Galles. Il 19 maggio 1983 segnò la prima rete, nel pareggio per due a due contro la Danimarca.

### Dopo il ritiro
Dal 1991 al 1993, fu allenatore del Mercantile. Nei tardi anni novanta, diventò l'agente di alcuni importanti calciatori norvegesi, quali Erik Mykland e Steffen Iversen. Fu co-proprietario e membro della dirigenza dello Start tra il 2002 ed il 2008. Durante questo periodo, lo Start centrò la promozione nella Tippeligaen nel 2004; l'anno seguente, la squadra giunse seconda in campionato e guadagnò l'accesso alla Coppa UEFA 2006-2007.
Il 25 novembre 2009, annunciò che sarebbe diventato il nuovo direttore generale dei New York Red Bulls. Il tutto fu confermato il 7 dicembre. Nel suo primo anno d'attività, contribuì a trasformare la squadra in un club di prima fascia, attraverso l'ingaggio di calciatori quali Joel Lindpere, Thierry Henry, Roy Miller e Rafael Márquez. Durante la Major League Soccer 2010, New York vinse per la seconda volta nella sua storia la Eastern Conference.

## Palmarès

### Giocatore

#### Club

##### Competizioni nazionali
- Coppa di Norvegia: 1

Lillestrøm: 1981
- Coppa di Danimarca: 1

Aarhus: 1987-1988
- Campionato norvegese: 1

Lillestrøm: 1989